# Terranova (Sicignano degli Alburni)
Terranova is een plaats (frazione) in de Italiaanse gemeente Sicignano degli Alburni.